# St. Georg (Rittersdorf)

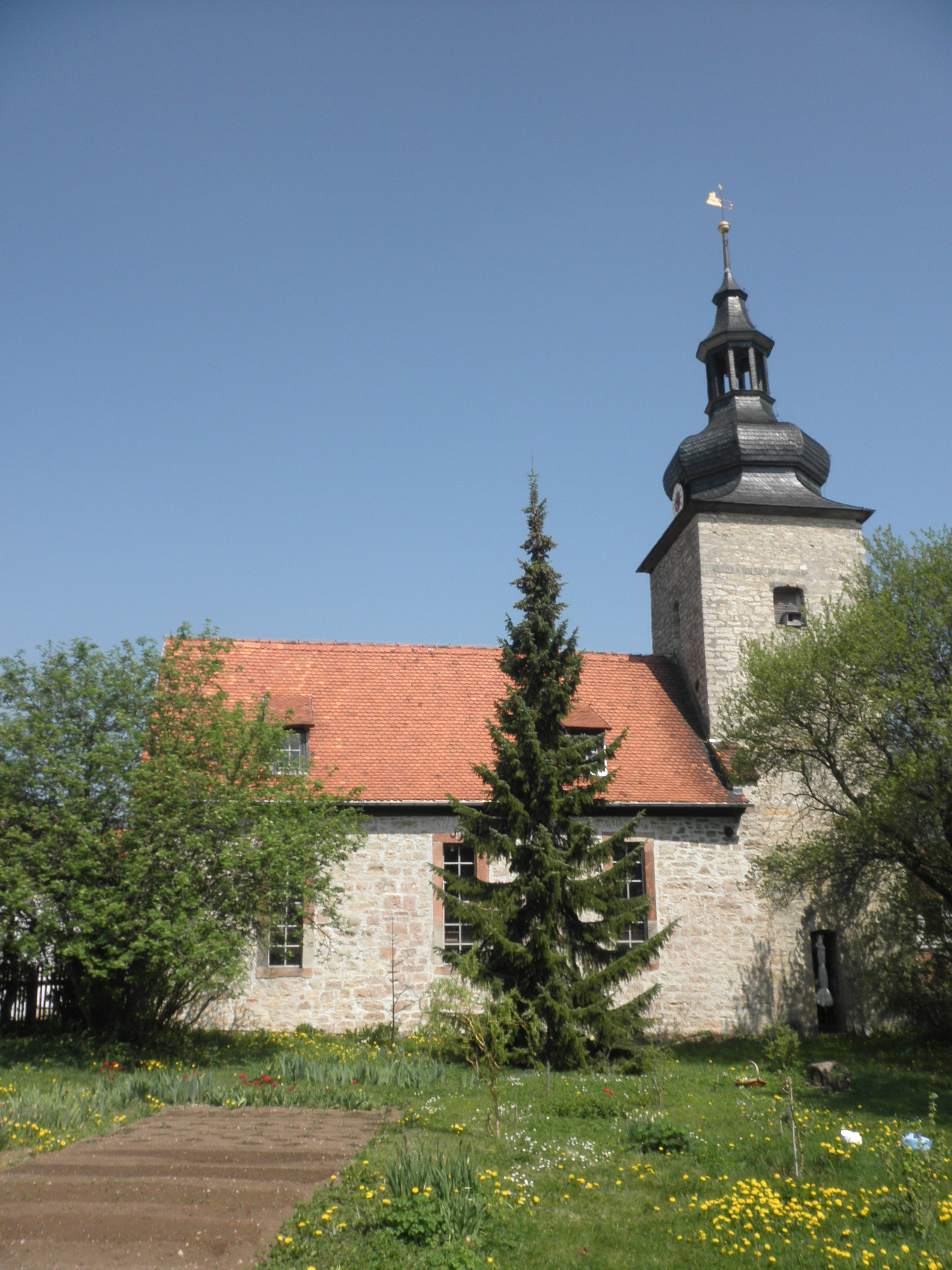
Die Kirche

Die evangelische Dorfkirche St. Georg mit hohem Kirchturm in der Gemeinde liegt inmitten des Friedhofs auf einer Anhöhe am Rand des Rundlingdorfes Rittersdorf im Landkreis Weimarer Land in Thüringen. Sie gehört zum Kirchengemeindeverband Tannroda im Kirchenkreis Weimar der Evangelischen Kirche in Mitteldeutschland.

## Geschichte
Erstmals wurde 1474 ein Pfarrer urkundlich genannt, ebenso die Kirche, aber die Steine deuten auf ein höheres Alter. Die romanische Chorturmkirche mit Apsis im Langhaus soll eine Burgkirche gewesen sein. Von Chor und Triumphbogen sind Kämpferreste erhalten. Das Turmgeschoss, jetzt Sakristei, besitzt ein Tonnengewölbe. Hier sind doppelte Rundbogenfenster und im Haus zugemauerte Rundbogentüren. An der Südwestseite befindet sich ein Spitzbogenfenster mit der Jahreszahl 1595. 1716 baute man nach dem Vorbild der Thangelstedter Kirche Holztonne, Emporen und Rechteckfenster ein. 1767 wurde die Schweifkuppel mit Laterne und aufgesetztem Helmchen angebracht.
Der barocke Kanzelaltar ist mit der mit Brettern verschlagenen Triumphbogenöffnung in Szene gesetzt.
Ab 1994 erfolgte eine umfassende Sanierung und Restaurierung des Gotteshauses mit der erneuten Einweihung. Im Oktober 1998 wurde die Orgel nach einer Restaurierung durch Rösel & Hercher Orgelbau wieder eingeweiht. Die Orgel war 1934 durch Rudolf Böhm aus der Landeshaftanstalt Untermaßfeld in die Kirche versetzt worden.

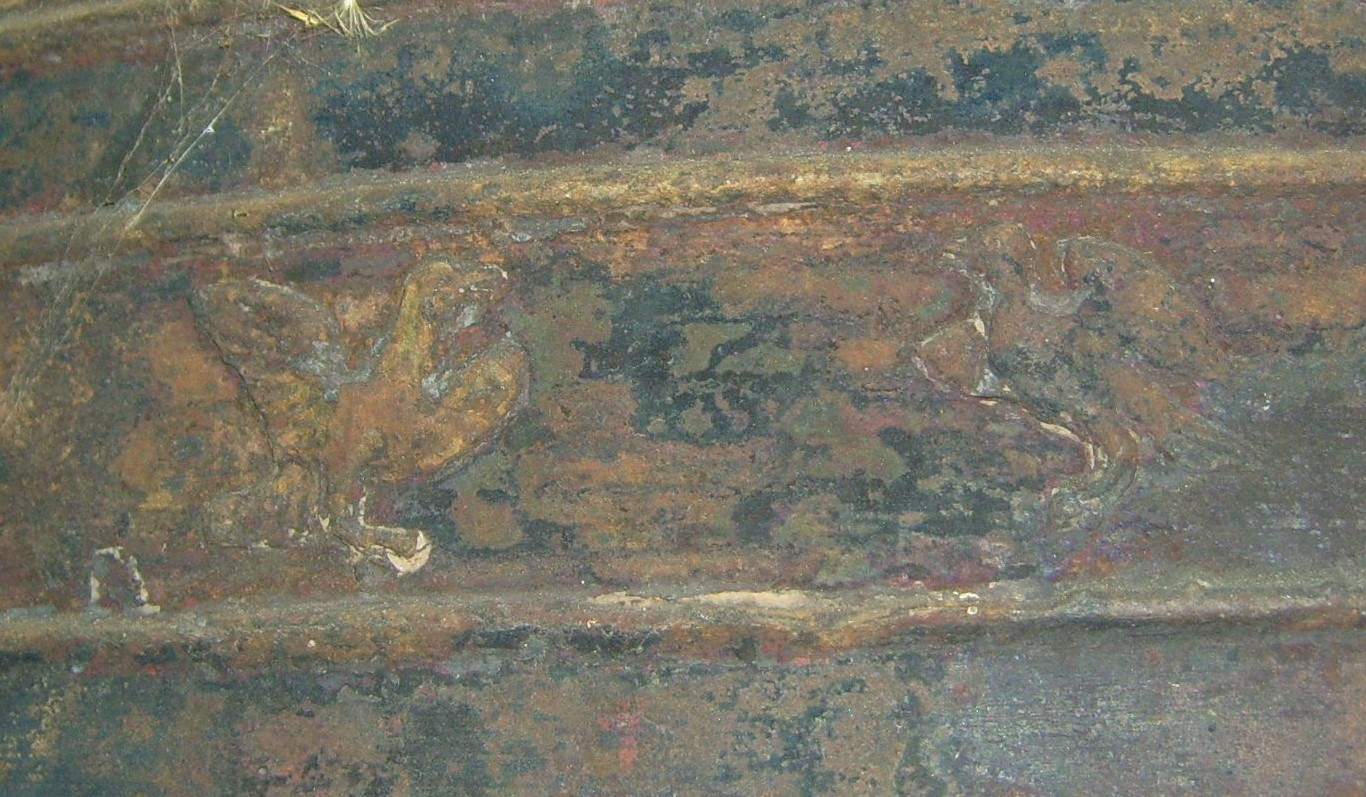
Tauben

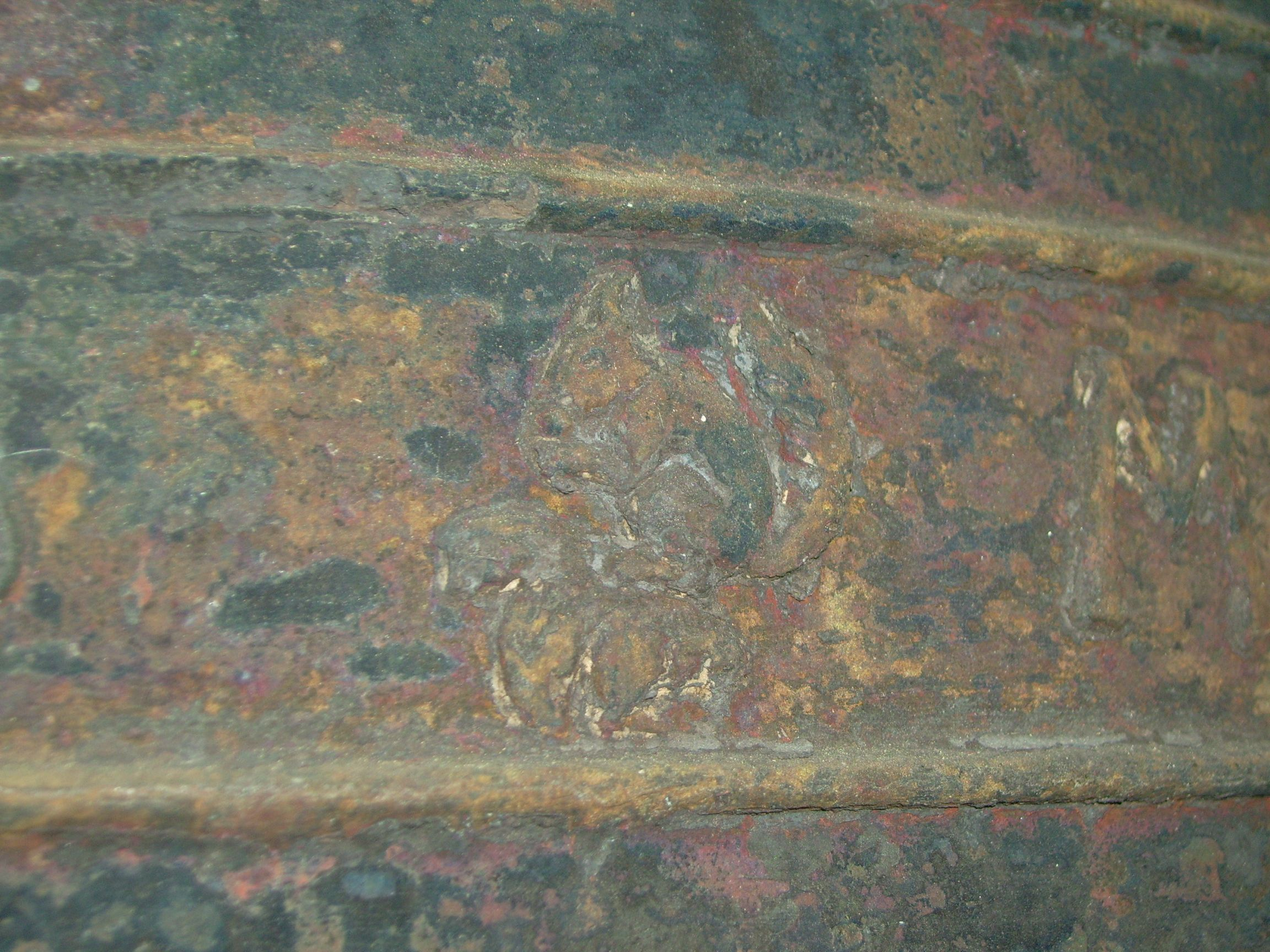
Eichhörnchen

Im Turm läuten zwei Bronzeglocken. Die ältere wurde 1654 von Christof Rosa[e] (Volkstedt) gegossen. Auf ihr sind neben vielen Mitteilungen zu verantwortlichen Menschen der Gemeinde: /GLORIA IN EXCELSIS DEO + WOLRATVS GERORGIVS BEVTNITIVS  PASTOR //MATTEVS GERWERT + HANNS STILZEFVS + ALTER LEITE + NICOLAVS HEIWACH SCHVLTS   H  S  HB//  auch zwei Tauben und ein Eichhörnchen als Glockenzier verewigt. Die zweite entstand 1793 durch die Gebrüder Ulrich (Apolda). Sie musste als 11-23-322 im  2. Weltkrieg nach Hamburg abgeliefert werden und konnte am 24.08.50 od. 23.09.50 [laut Liste 19.1.1951] zurückkehren.